# پیوتر بوندیرا
پیوتر بوندیرا (لهستانی: Piotr Bondyra؛ زادهٔ ۳ مه ۱۹۹۰) بازیگر و صداپیشه اهل لهستان است.
از فیلم‌ها یا مجموعه‌های تلویزیونی که وی در آن‌ها نقش داشته‌است، می‌توان به در خوشی و سختی، دوران افتخار، در خیابان سپولنی، پدر متیو و کمیسر آلکس اشاره نمود.